# Ибн Тахир аль-Багдади
Абу́ Мансу́р Абдул-Ка́хир ибн Та́хир аль-Багда́ди (араб. ابن طاهر البغدادي‎; 980, Багдад — 1037, Эсферайен) — ашаритский богослов, один из имамов калама, шафиит, математик.

## Биография
Его полное имя: Абу Мансур Абдул-Кахир ибн Тахир ибн Мухаммад аль-Багдади аль-Исфараини ат-Тамими. Он родился в Багдаде, затем вместе с отцом переехал в Нишапур, где обучался у Абу Исхака аль-Исфараини. Также обучался у Исмаила ибн Наджида, Абу Амра Мухаммада ибн Джафара ибн Матара, Абу Бакра аль-Исмаили, Абу Ахмада ибн Ади и др.
Ибн Тахир обучался у Абу Исхака аль-Исфараини около 17 наукам и дисциплинам, а после смерти учителя, сам стал учителем вместо него. О нём с похвалой отзывались такие мусульманские богословы, как ар-Рази, Ибн Асакир и ас-Субки.
Был всесторонне образованным человеком, преподавал право, калам, математику и другие науки. Полемизировал с представителями шиитов, мутазилитов, хариджитов и других исламских течений.
Ибн Тахир аль-Багдади умер в Эсферайене (Исфараин) в 1037 году и был похоронен возле своего учителя Абу Исхака аль-Исфараини.

## Воззрения
В своей книге «аль-Фарк бейна аль-фирак» Ибн Тахир аль-Багдади не причисляет ашаритов к исламским сектам и утверждает о том, что мазхаб ашаритов является «Ахль ас-Сунна ва-ль-Джамаа», то есть истинными «приверженцами Сунны и единой общины».
В другом своем труде — книге «Усуль ад-дин» («Основы религии») — аль-Багдади следует методике мутакаллимов и ашаритов.

## Вклад в математику
В «Трактате о соизмеримых и несоизмеримых величинах» Ибн Тахир аль-Багдади рассматривает теорию квадратичных и биквадратичных иррациональностей, изложенную в X книге «Начал» Евклида. Он стремится согласовать основные положения X книги «Начал» с правилами арифметических действий над числовыми иррациональностями и тем самым доказать законность современных ему вычислительных методов с точки зрения античного учения о числах и величинах. По богатству примеров на действия с числовыми иррациональностями этот трактат намного превосходит все известные сейчас средневековые сочинения такого рода.
Ибн аль-Багдади написал также «Трактат о составных отношениях в сферической тригонометрии».

## Ученики
- аль-Кушайри
- Абу Бакр аль-Байхаки
- Насир ибн аль-Хусейн аль-Марвази
- Абду-ль-Гаффар ибн Мухаммад ан-Найсабури
- Абу-ль-Музаффар аль-Исфараини

## Труды
- «Китаб аль-Милаль ва-н-Нихаль» (Книга о религиях и сектах) — ересиологический трактат (издан в 1986 году в Бейруте, издательство «Дар аль-Машрик»).
- «аль-Фарк бейна аль-фирак» («Различия между сектами») — описал воззрения различных мусульманских сект и подверг их критике с позиции ортодоксального ислама[6]. Этот самый известный труд аль-Багдади издавался множество раз.
- «Трактат о соизмеримых и несоизмеримых величинах»
- «Трактат о составных отношениях в сферической тригонометрии»
- «Усуль ад-дин» (Основы веры) — изложил положения ортодоксального ислама, затронул проблемы калама и фикха[6].